# Драгомир Шопов
Драгомир Георгиев Шопов е български поет и публицист.

## Биография
Роден е на 13 август 1938 г. в София. Завършва гимназия в София през 1956 г. и специалността българска филология в Софийския държавен университет през 1965 г.
Завежда отдел „Поезия“ в главна редакция „Литература и изкуство“ на Радио София. Заместник главен и главен редактор на вестник „Земеделско знаме“ (1974 – 1990). Редактор във вестник „Аз Буки“. Заместник главен редактор на вестник „Моята вяра“.
От 1969 г. е член на Българския земеделски народен съюз. Кандидат-член на Управителния съвет на БЗНС (1987 – 1988). След 10 ноември 1989 г. е един от ръководителите на БЗНС „А. Стамболийски“. Член на УС на БЗНС (1989 – 1990). Член на Постоянното присъствие на БЗНС (1990). Учредител, член на Изпълнителния съвет и говорител на БЗНС „Александър Стамболийски“ (1993 – 1995). Секретар на Постоянното присъствие на БЗНС „Ал. Стамболийски“ (1995 – 1997). Председател на БЗНС „Александър Стамболийски“ (1997 – 1999). Учредител и председател на Български земеделски съюз „Александър Стамболийски – 1899“ (16 януари 1999).
Четири мандата общински съветник в София. Депутат в XXXVII народно събрание от Парламентарна група на Демократичната левица; заместник-председател на ПГ на Демократична левица. Депутат от Пловдив-окръг в XXXVIII народно събрание от Парламентарната група на Демократичната левица; член на Комисията по култура и медии.
Член на Съюза на българските писатели и на Съюза на българските журналисти.
Заместник-председател на Български антифашистки съюз (от 1994). Заместник-председател на Комитета за правата на човека (от 1995). Умира на 16 март 2022г.

## Творчество
Пише и няколко стихосбирки за деца. По текст на стихотворението му „Дъга“ Виктор Чучков създава популярната детска песен, която през 1984 г. печели голямата награда „Златна звезда“ на фестивала за детски песни в Болоня (Италия).
За стиховете му е характерно вглеждането във вътрешния свят на човека, философските обобщения за смисъла на човешкия живот, неразривната връзка между поколенията („Старата къща“).
Интелектуално по своя характер, с философска дълбочина и екзистенциална предразположеност, творчеството на Драгомир Шопов заема важно място в развитието на съвременната българска поезия.